# Nicht abgesättigte Bindung
In der Chemie ist eine nicht abgesättigte Bindung eine nicht erfüllte Valenz an einem immobilisierten Atom. Ein Atom mit einer nicht abgesättigten Bindung wird auch als immobilisiertes freies Radikal oder immobilisiertes Radikal bezeichnet, da es strukturell und chemisch einem freien Radikal ähnelt.

## Definition
Um genügend Elektronen zu erhalten, um die Valenzschale aufzufüllen (siehe Oktettregel), gehen viele Atome mit anderen Atomen kovalente Bindungen ein. Im einfachsten Fall einer Einfachbindung tragen zwei Atome jeweils ein Elektron bei und teilen sich das dadurch entstandene Elektronenpaar. Atome, die zu wenige Bindungspartner haben, um ihre Valenzschale aufzufüllen und Elektronen besitzen, die kein Elektronenpaar darstellen, werden als freie Radikale bezeichnet. Moleküle enthalten häufig solche Atome. Wenn ein freies Radikal in einer immobilisierten Umgebung (zum Beispiel einem Feststoff) vorliegt, wird es als immobilisiertes freies Radikal bezeichnet und stellt eine nicht abgesättigte Bindung dar.
Sowohl freie als auch immobilisierte Radikale haben andere chemische Eigenschaften als Atome und Moleküle, die nur vollständige Bindungen besitzen. Allgemein sind sie sehr reaktiv. Wie freie Radikale sind auch immobilisierte Radikale sehr unstabil, haben aufgrund ihrer eingeschränkten Mobilität und sterischen Hinderung jedoch eine gewisse kinetische Stabilität. Während freie Radikale meist nur für eine kurze Zeit existieren, haben immobilisierte Radikale aufgrund der geringeren Reaktivität häufig eine längere Lebensdauer.

## Nicht abgesättigte Bindungen in Halbleitern
Einige Silicium-Allotrope wie Amorphes Silicium besitzen einen hohen Anteil nicht abgesättigter Bindungen. Sie spielen eine bedeutende Rolle in der Halbleiterindustrie. Nicht abgesättigte Bindungen können jedoch ersetzt werden, indem während der Synthese Wasserstoff zum Silicium zugeführt wird.

## Computerchemie
In der Computerchemie stellt eine nicht abgesättigte Bindung allgemein einen Fehler bei der Bildung einer Struktur dar, bei dem ein Atom versehentlich mit zu wenigen Bindungspartnern gezeichnet wurde oder eine Bindung versehentlich mit einem Atom an nur einer Seite gezeichnet wurde.